# Ernane
Ernane Ferreira Cavalheira Campos, ou simplement Ernane (né le 2 mai 1985 à Nilópolis), est un footballeur brésilien.